# Freeze (tentoonstelling)
Freeze was de titel van een belangrijke kunsttentoonstelling die in 1988 aan de Londense Docklands plaatsvond. Deze expositie werd door Damien Hirst, samen met andere studenten van het Goldsmiths College, georganiseerd. De tentoonstelling betekende de doorbraak van de Young British Artists en werd door de BBC in beeld gebracht.
In 1997 volgde de tentoonstelling Sensation in de Royal Academy of Arts, wat gezien werd als een erkenning van de jonge kunstenaars door het gevestigde artistieke milieu.

## Deelnemende kunstenaars

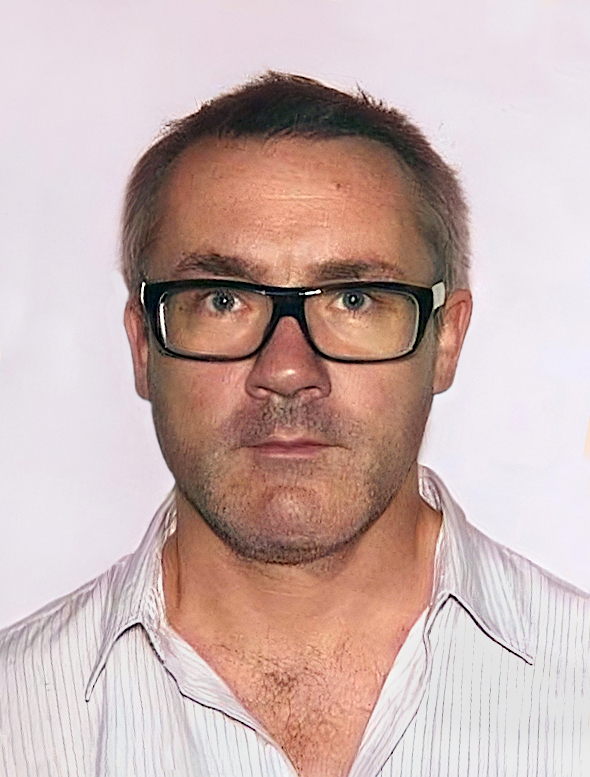
Damien Hirst

- Steven Adamson
- Angela Bulloch
- Mat Collishaw
- Ian Davenport
- Angus Fairhurst
- Anya Gallaccio
- Damien Hirst
- Gary Hume
- Michael Landy
- Abigail Lane
- Sarah Lucas
- Lala Meredith-Vula
- Richard Patterson
- Simon Patterson
- Stephen Park
- Fiona Rae